# Talaos (Töpfer)
Talaos (altgriechisch Ταλαός) ist der Name eines vermeintlichen attisch-griechischen Töpfers.
Talaos ist nur von einer Signatur auf einer im rotfigurigen Stil bemalten Pyxis bekannt, die zur Sammlung von David Moore Robinson in Baltimore gehörte und nach dessen Tod als Stiftung an die University of Mississippi in Oxford (Mississippi) ging, wo sie zur David M. Robinson Memorial Collection of Greek and Roman Antiquities des University of Mississippi Museums gehört. Die Vase wird in die 2. Hälfte des 5. Jahrhunderts v. Chr. datiert. Bei der Signatur handelt es sich jedoch um eine Fälschung, wie Henry R. Immerwahr gezeigt hat, auch ist die Lesung unsicher.